# Humboldt (Mondkrater)

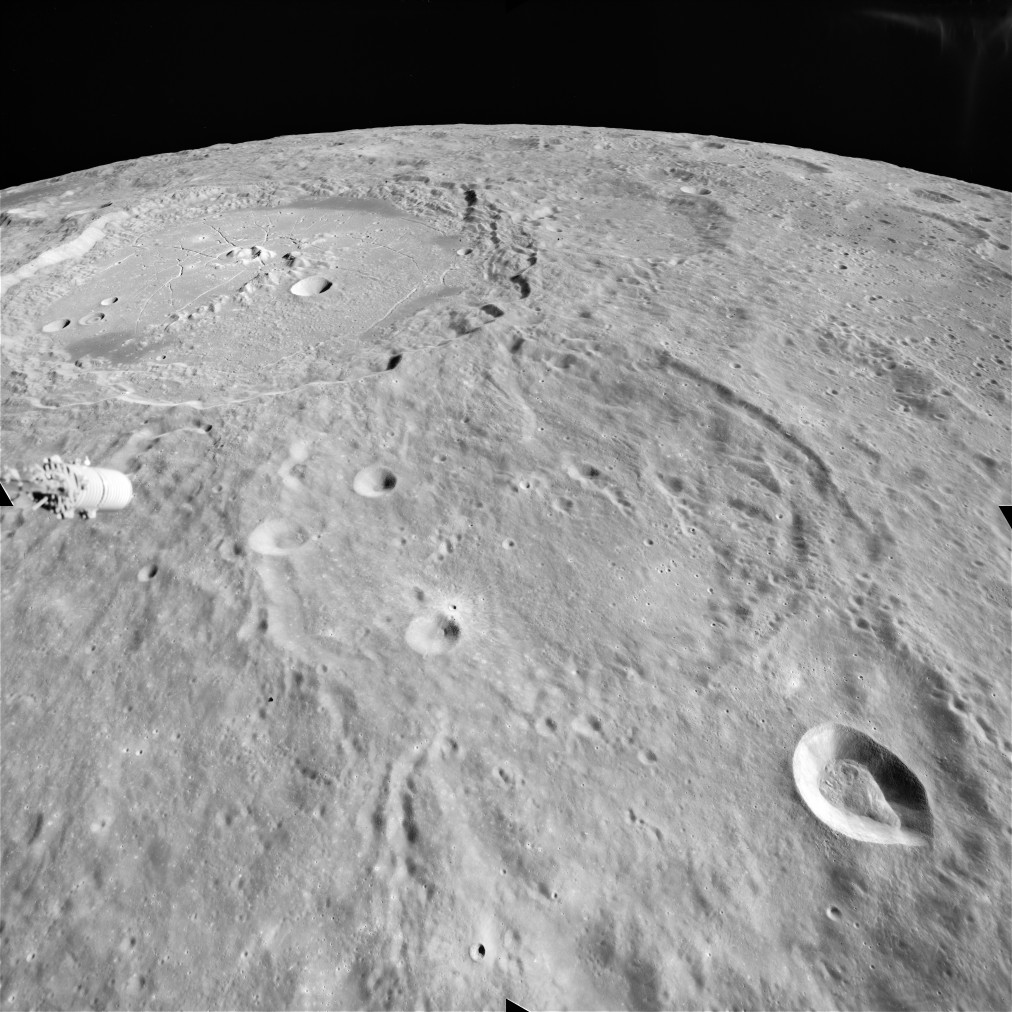
Humboldt (rechts unten) und Hecataeus (Mitte) auf einer Aufnahme von Apollo 15

Humboldt ist ein mit etwa 200 Kilometer Durchmesser sehr großer Einschlagkrater am östlichen Rand der Mondvorderseite, zwischen Mare Fecunditatis im Nordosten und Mare Australe im Süden. An seinem nördlichen Rand schließt der kleinere Krater Hecataeus, an seinem westlichen Rand der Krater Phillips an.
Der Kraterrand ist stark erodiert und weist Terrassierungen auf. Das Innere ist weitgehend eben mit einem Zentralberg, auf den hin radiale Strukturen verlaufen.
Vom nordöstlichen Wallrand aus verläuft die Kraterkette Catena Humboldt in nordöstlicher Richtung.
| Buchstabe | Position           | Durchmesser | Link |
| --------- | ------------------ | ----------- | ---- |
| B         | 30,77° S, 83,64° O | 21 km       |      |
| N         | 26° S, 80,64° O    | 14 km       |      |

Der Krater wurde 1935 von der IAU nach dem deutschen Sprachwissenschaftler und Politiker Wilhelm von Humboldt offiziell benannt.
Seinem bekannteren Bruder, dem Naturforscher Alexander von Humboldt, ist das Mare Humboldtianum gewidmet.